# Tintinnabulum (liturgia)

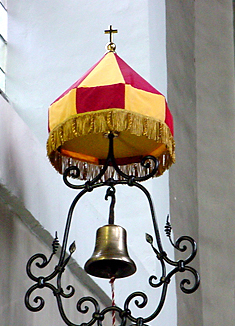
Tintinnabulum e Padiglione, insegne composite proprie di una basilica minore.

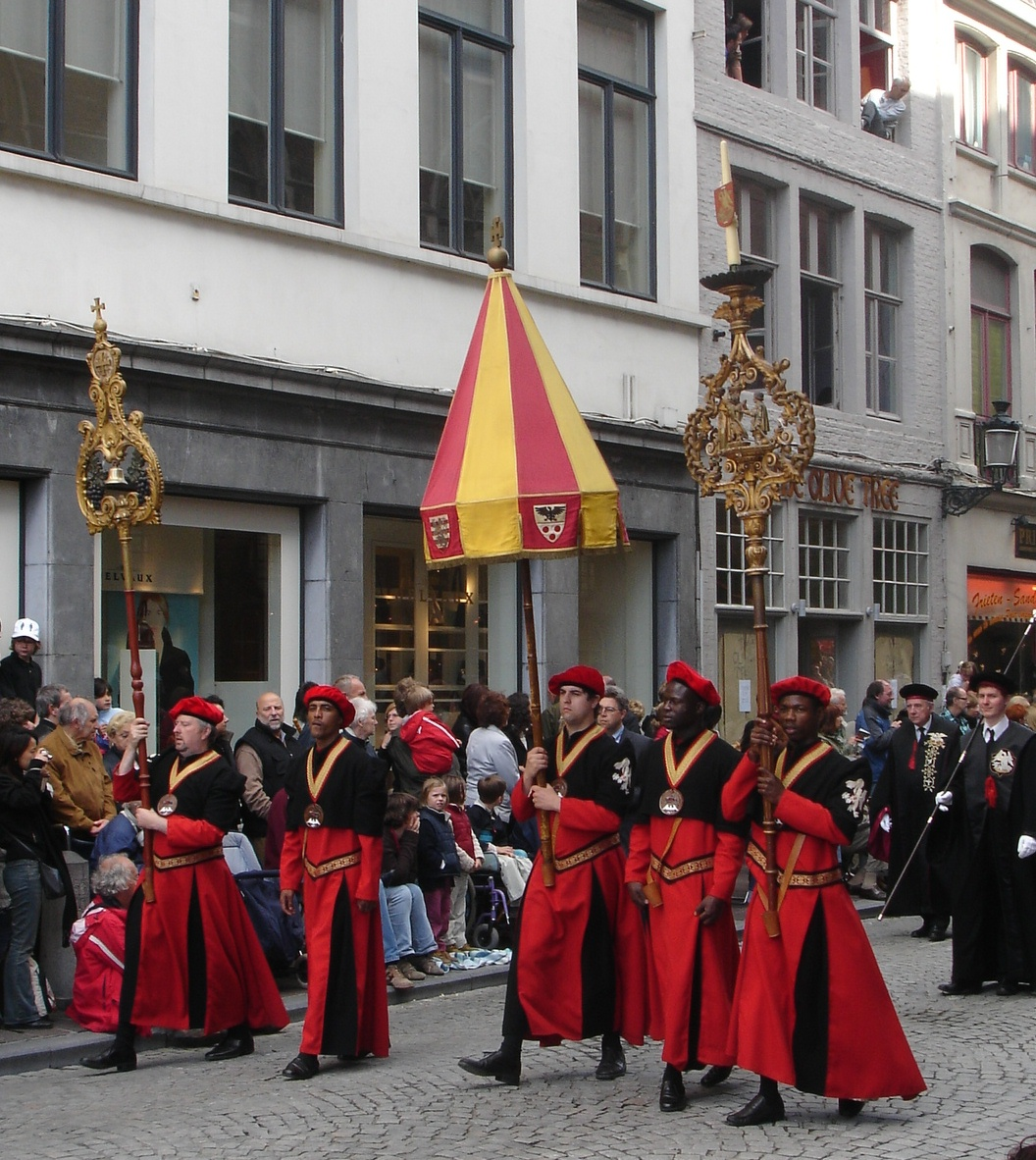
Tintinnabulum e Padiglione, Bruges.

Tintinnabulum: strumento sonoro costituito da campanello, utilizzato nel cerimoniale della chiesa romana durante i riti processionali della solennità del Corpus Domini e di altre festività contemplate nel calendario liturgico.
È derivato dall'uso pagano del tintinnabulum o tintinnàbolo: campanello usato nell'antica Roma come strumento musicale o portafortuna o per segnalare l'apertura di edifici pubblici come mercati, bagni, ginnasî, templî, terme. Nelle cerimonie religiose serviva per annunciare il momento del sacrificio.

## Storia
Era uno dei privilegi concessi alle chiese insignite del titolo di basilica, caduto progressivamente in disuso dopo il Concilio Vaticano II.
Nel medioevo la funzione pratica del tintinnabulum consisteva nell'annunciare al popolo di Roma la presenza del Papa durante le processioni religiose.
Insieme al conopeo e umbraculum, qualora utilizzato, il tintinnabulum è presente sull'altare come simbolo di dignità papale e sancisce l'unione, la vicinanza con il Romano Pontefice.

## Struttura
Consiste essenzialmente in un campanello collocato in cima a un'asta di legno decorato. Il suono è determinato dal lento scuotimento durante l'andatura o provocato con una cordicella legata al battaglio manovrata da ministrante o accolito o cerimoniere addetto allo scopo. L'oggetto liturgico è condotto appoggiando l'asta al petto del portatore alla stessa stregua della croce guida.
La struttura alla quale è fissata il campanello è spesso impreziosita con l'immagine del santo patrono titolare della basilica, arricchito sul coronamento dalla tiara papale, le chiavi di San Pietro, eventualmente dalle insegne araldiche della basilica. Alcune confraternite attestate presso la basilica recano inoltre insegne proprie appartenenti al sodalizio medesimo. Spesso la struttura è sormontata da un ombrellino o umbraculum.
Oggi, l'attuale legislazione tace sul diritto di utilizzare il baldacchino e tintinnabulum da parte delle basiliche in quanto elementi desueti. Ciò nonostante in molti paesi baldacchino, umbraculum e tintinnabŭlum fanno ancora parte della tradizione dei cortei processionali.
A differenza dell'ombrellino, il tintinnabulum non figura sugli emblemi araldici della basilica.

## Galleria d'immagini

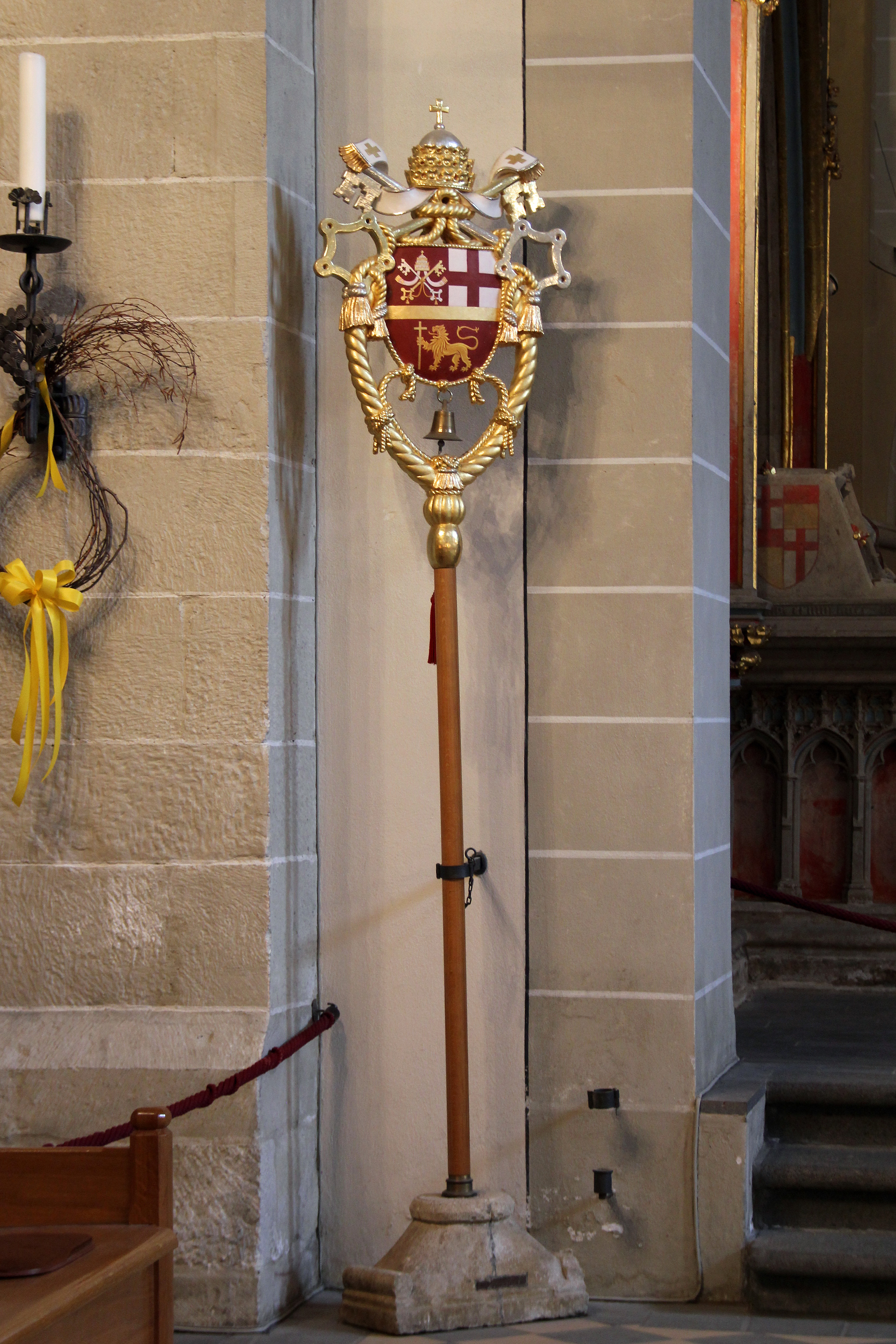
Tintinnabolo della basilica di San Castore a Coblenza
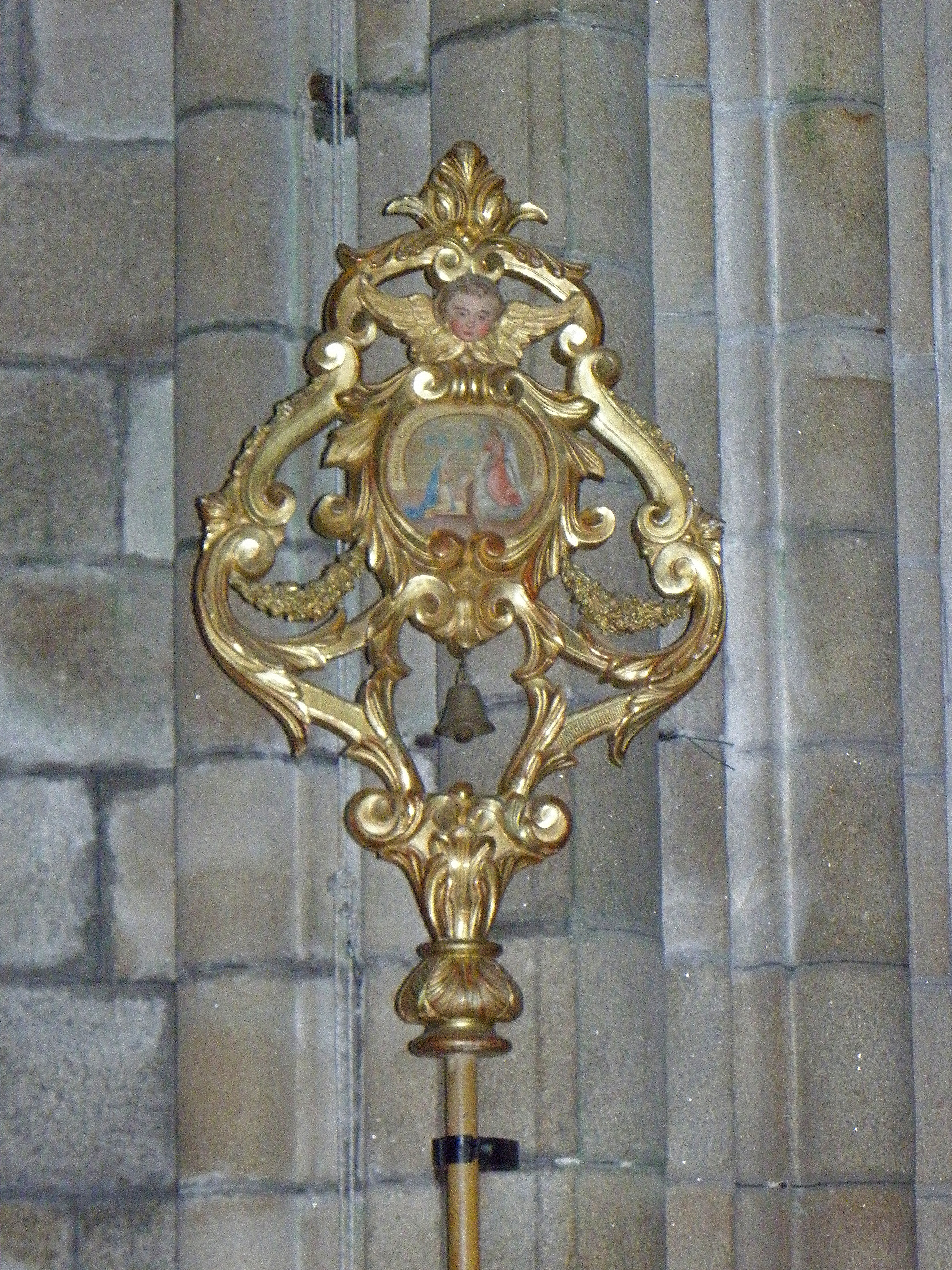
Tintinnabolo della basilica ex cattedrale di Saint-Pol-de-Léon
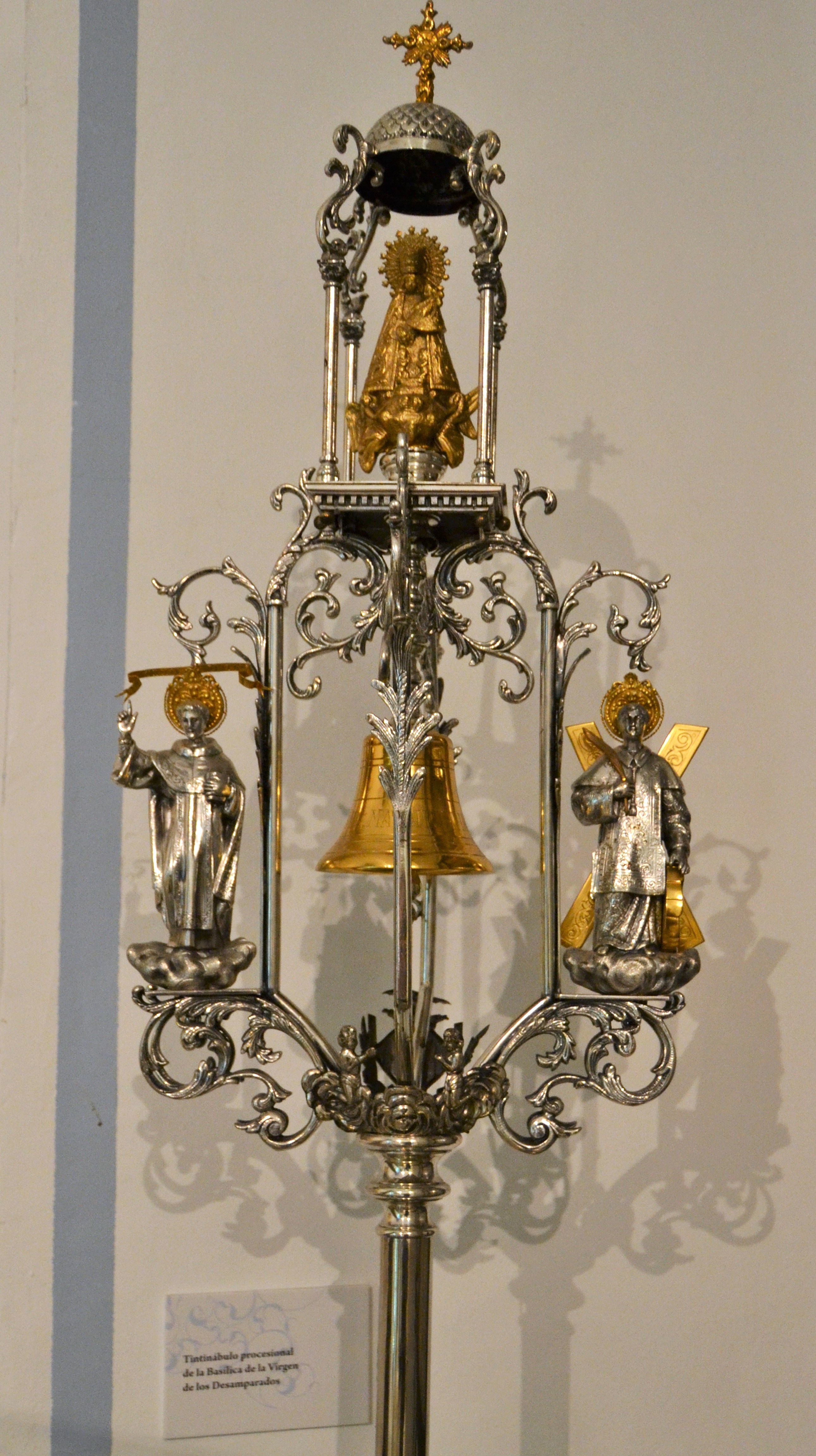
Tintinnabolo della basilica della Vergine degli Abbandonati a Valencia
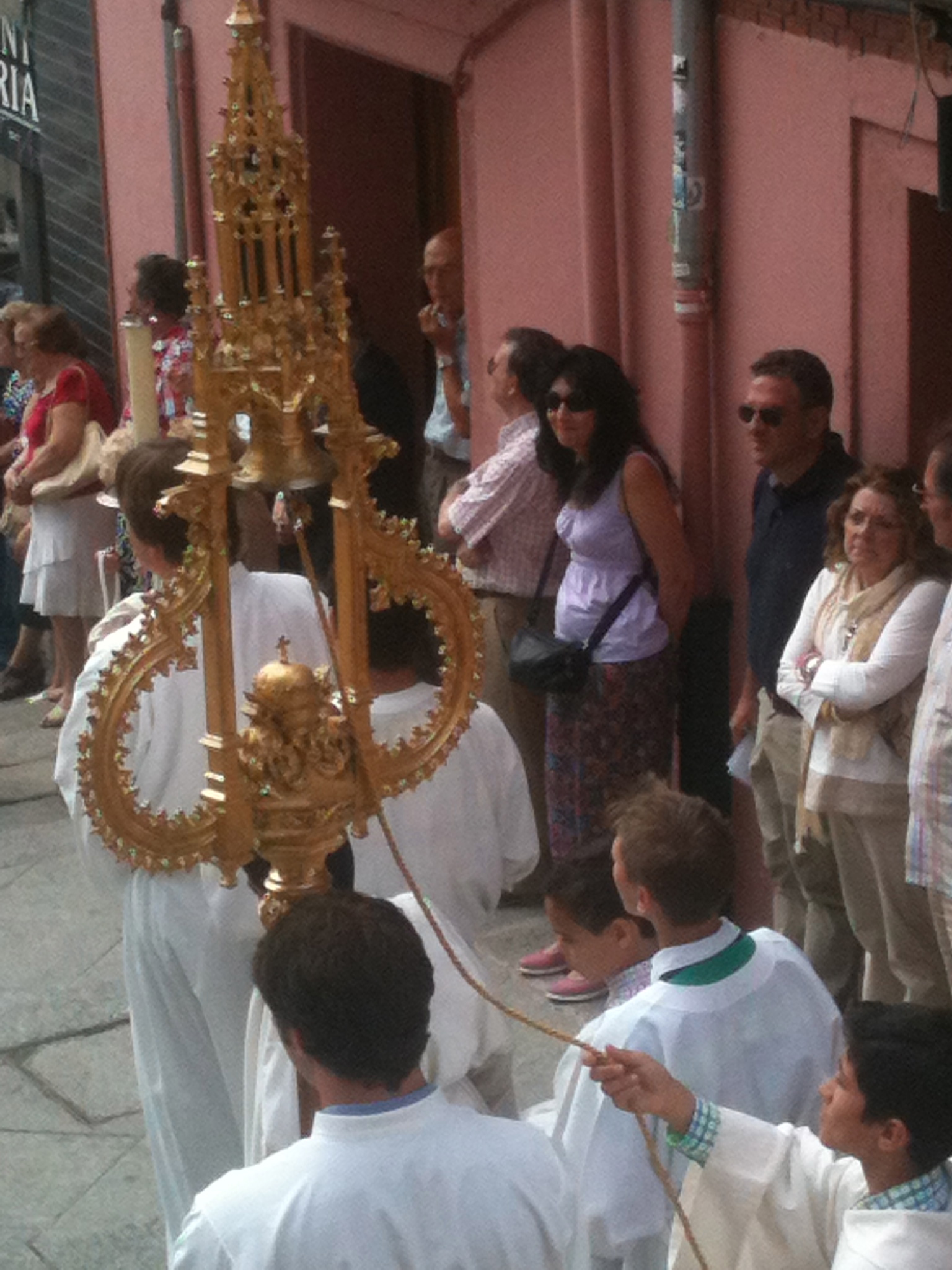
Tintinnabolo della processione del Corpus Domini a Burgos
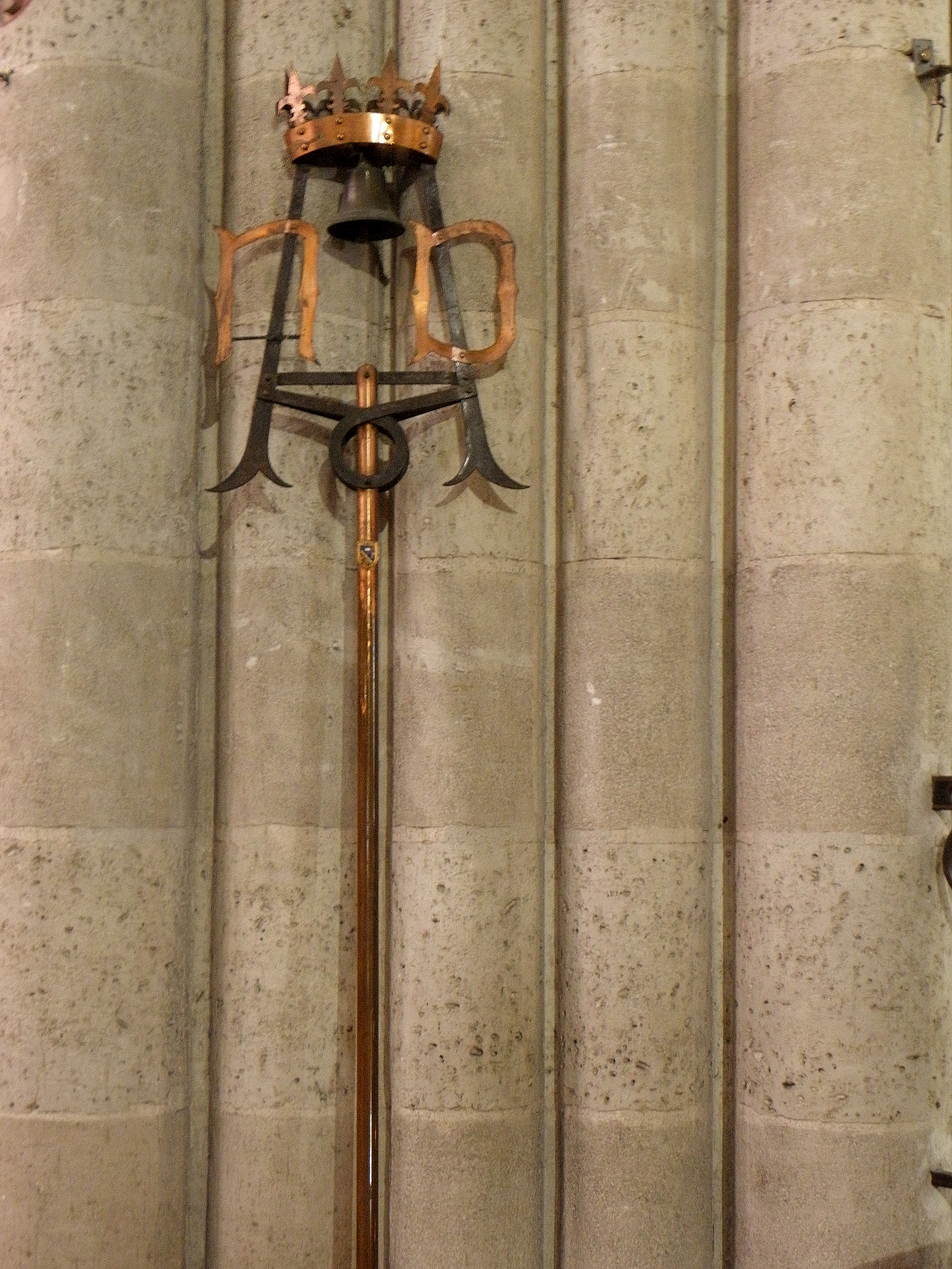
Tintinnabolo della basilica di Nostra Signora ad Arcachon
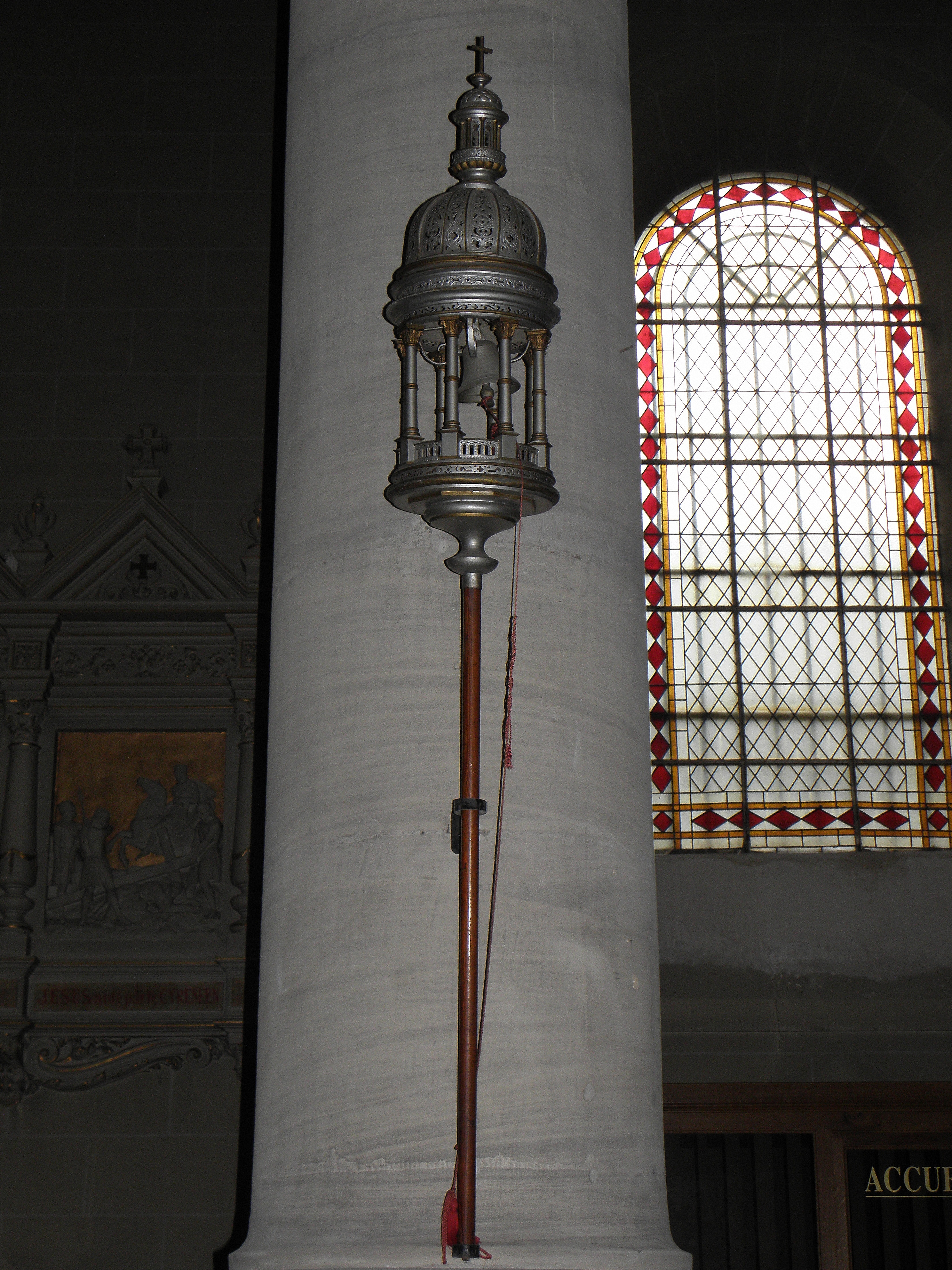
Tintinnabolo della basilica di San Gervasio ad Avranches
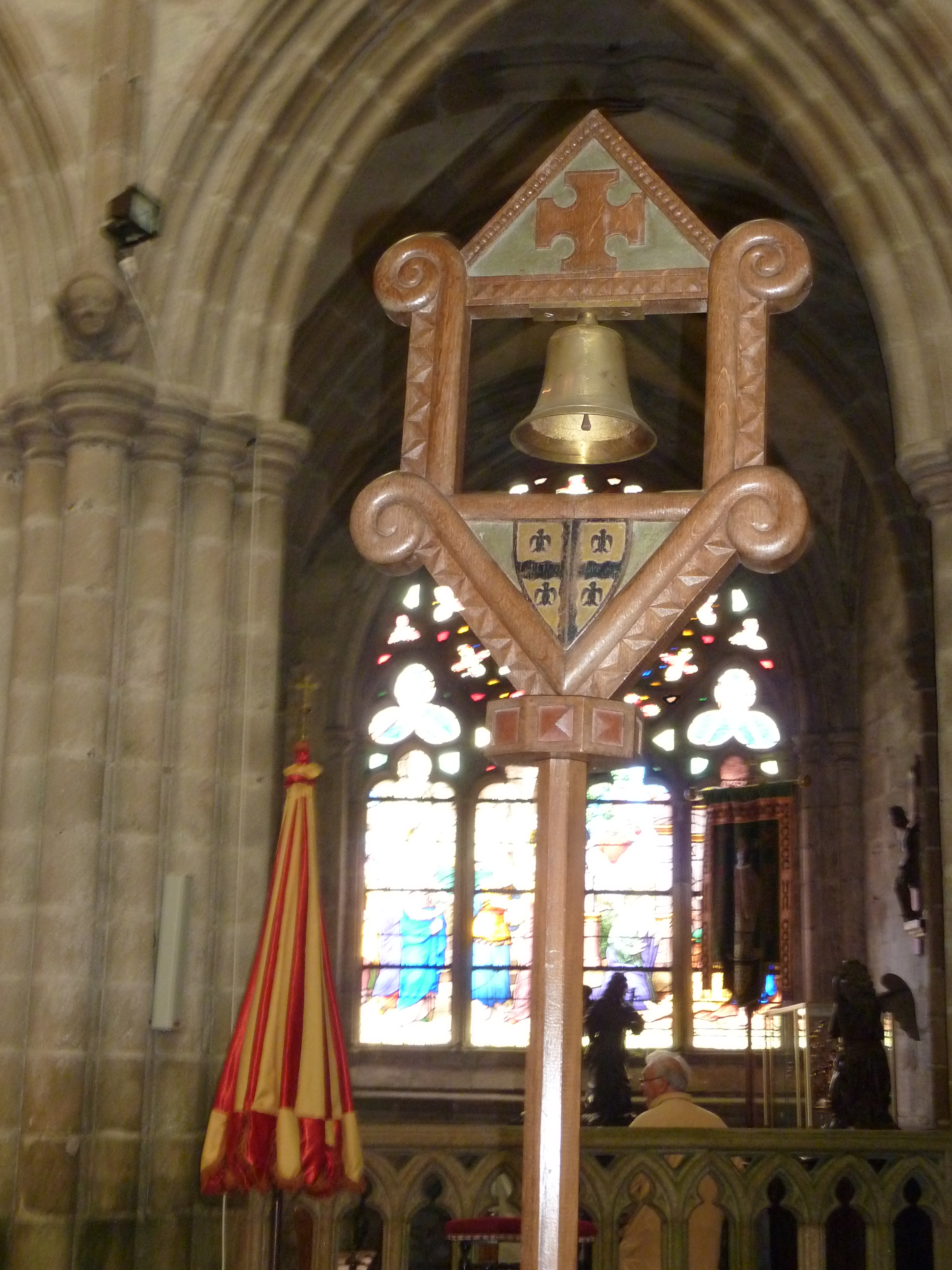
Tintinnabolo della basilica ex cattedrale di Tréguier
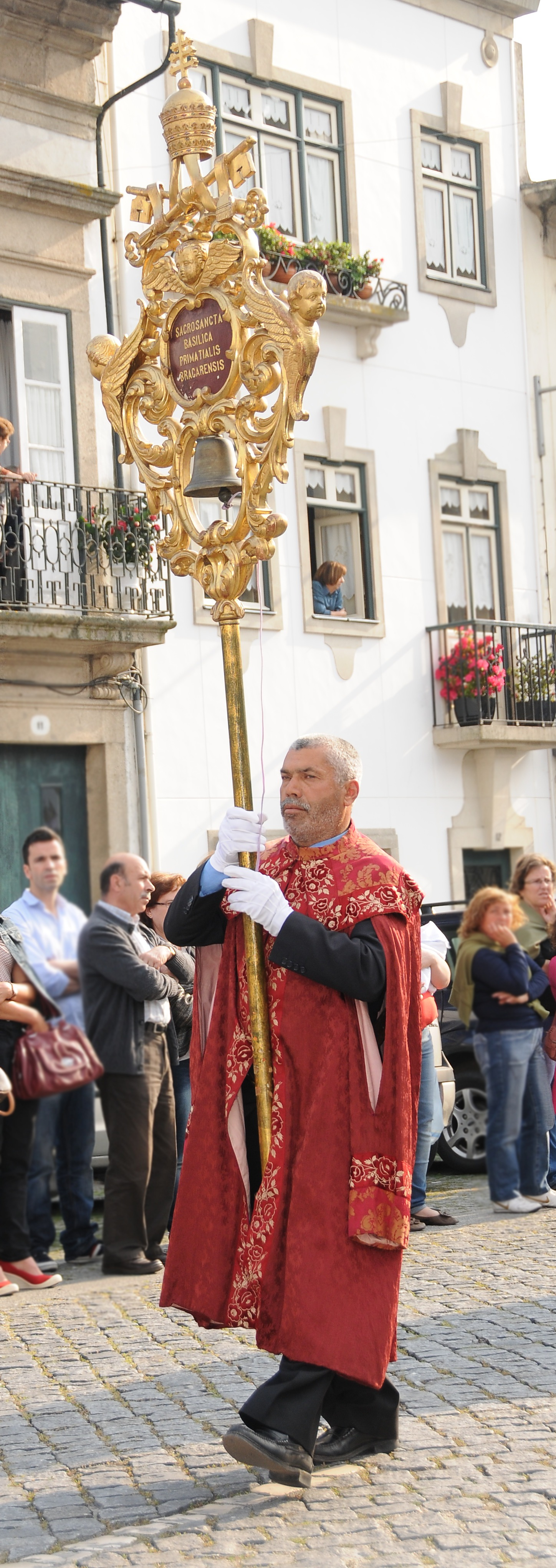
Tintinnabolo alla processione della Domenica delle Palme (Procissão dos Passos) a Braga
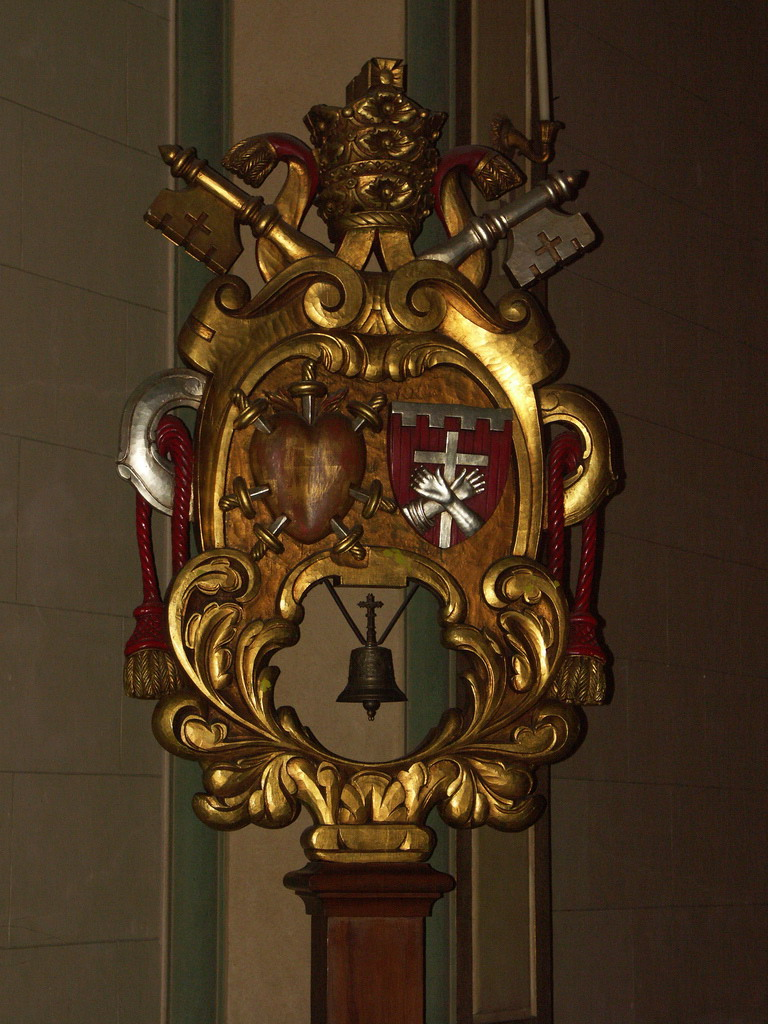
Tintinnabolo della basilica di San Francesco d'Assisi a San Francisco
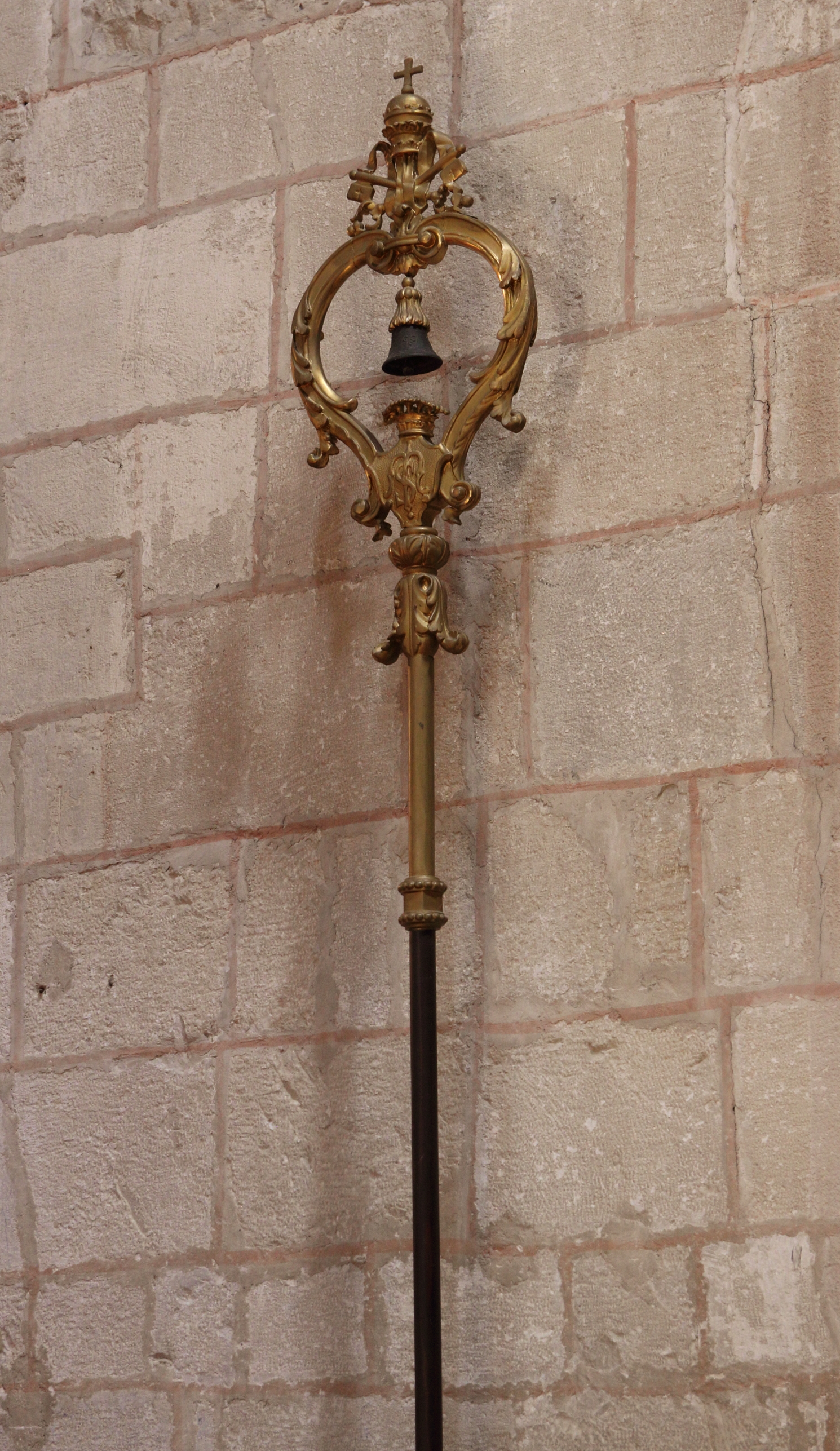
Un tintinnabolo dell'abbazia di Santa Maria di Follina
Stemma di Basilica minore